# マーク・ガイガー
マーク・ウィリアム・ガイガー（Mark William Geiger, 1974年8月25日 - ）は、アメリカ合衆国ニュージャージー州出身のサッカー審判員。

## 来歴
ガイガーは1988年から審判を始めた。2003年にアメリカ合衆国サッカー連盟の全国審判員（National Referee）となり、2004年からMLSの審判員を務める。2008年にはFIFA登録の国際審判員となり、CONCACAFゴールドカップなどの国際試合を担当している。2011年にはCONCACAF U-20選手権2011決勝の主審を務めた。
2011年にはコロンビアで開催された2011 FIFA U-20ワールドカップにおいて、グループリーグのブラジル対オーストリア戦、ウルグアイ対カメルーン戦、決勝トーナメント一回戦のスペイン対韓国戦、そしてボゴタで行われた決勝のブラジル対ポルトガル戦 を担当した。アメリカ人の審判が男子サッカーの主要な国際大会の決勝で主審を務めたのはこれが初めてであった。
2012年にはロンドンオリンピックの審判員に選出され、グループDのスペイン対日本戦 と準準決勝の日本対エジプト戦 の主審を務めた。2013年には2013 CONCACAFゴールドカップやクラブW杯で審判員を務めた。
ガイガーは2011年と2014年の2度、MLSの最優秀審判に選出されている。

### 2014 FIFAワールドカップ
ガイガーは2014 FIFAワールドカップの審判員に選出された。彼は審判員の選出に際し、「（ワールドカップは）非常に誇らしい瞬間となるだろう」と述べ、喜びを現した。グループCのコロンビア対ギリシャ戦、グループBのチリ対スペイン戦、決勝トーナメント一回戦のフランス対ナイジェリア戦 の3試合で主審を務めた。

### 2018 FIFAワールドカップ
ガイガーは2018 FIFAワールドカップの審判員に2大会連続で選出された。本大会ではグループBのポルトガル対モロッコ戦、グループFの韓国対ドイツ戦、決勝トーナメント一回戦のコロンビア対イングランド戦 の3試合で主審を務めた。
また、本大会ではVARも担当した。VARを担当したデンマーク対オーストラリア戦では、ペナルティーエリア内でのハンドを指摘し、オーストラリアにペナルティーキックを与えるよう助言した。

## 私生活
ガイガーはトレントン州立大学（現在のニュージャージー大学）で学び、ニュージャージー州ラノーカ・ハーバーにあるレイシー・タウンシップ高校の数学教師となったが、フルタイムの審判員になるため後に辞職した。レイシー・タウンシップ高校在職中の2010年には、優秀な理数系教師としてバラク・オバマ大統領の表彰を受けた。